# هاگناو ام بودنزه
هاگناو ام بودنزه (به آلمانی: Hagnau am Bodensee) یک شهر در آلمان است که در بودنسیکرایس واقع شده‌است. هاگناو ام بودنزه ۱٬۳۵۰ نفر جمعیت دارد.